# Wilm Dedeke
Wilm Dedeke (env. 1460 - 1528) est un peintre allemand gothique tardif originaire du nord de l'Allemagne. 

## Biographie
Né à Lübeck, il faisait partie de la Guilde de Saint-Luc. Il se marie en 1499. En 1502, il est nommé maître de la confrérie de Saint-Thomas. Il meurt à Hambourg.

## Galerie

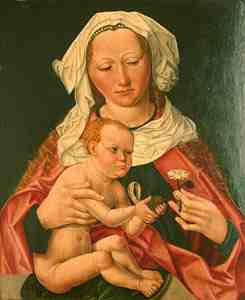
Madone (vers 1500)
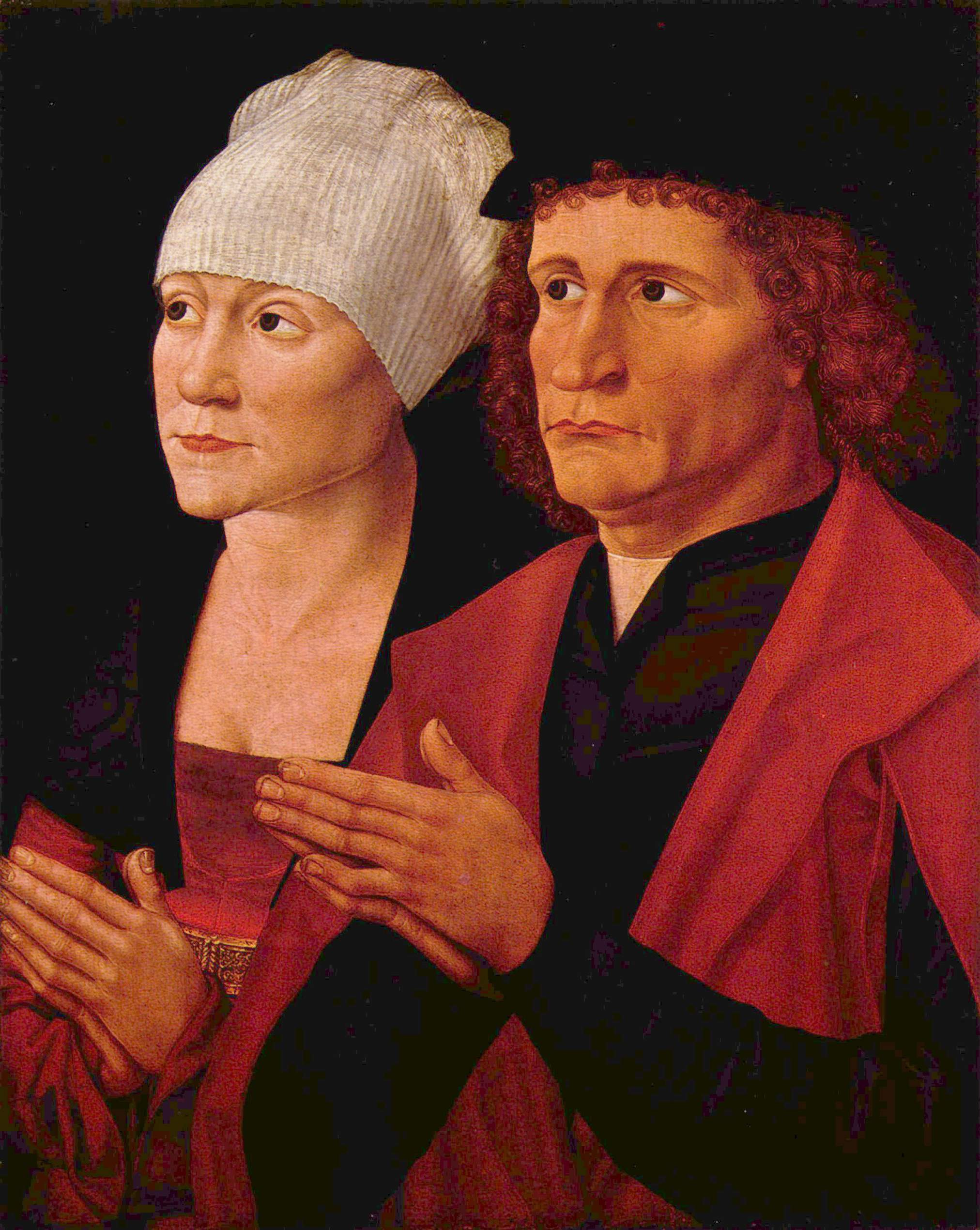
Couple en train de prier
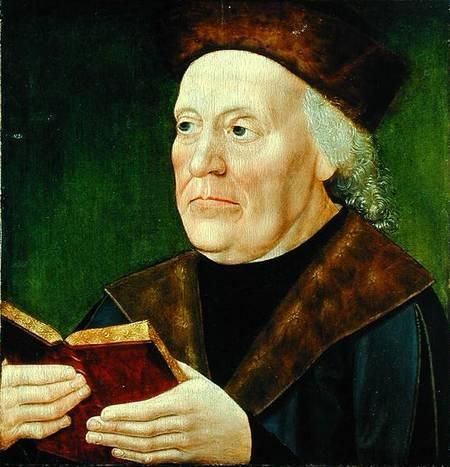
Portrait de Hermann Langenbeck (vers 1515)